# Silnice II/459
Silnice II/459 je silnice II. třídy, která vede z Krnova do Leskovce nad Moravicí. Je dlouhá 24,6 km. Prochází jedním krajem a jedním okresem.

## Vedení silnice

### Moravskoslezský kraj, okres Bruntál
- Krnov (křiž. I/45, III/4585, III/4591, III/4592)
- Láryšov (křiž. III/4593, III/4595)
- Dubnice (křiž. III/4595)
- Lichnov (křiž. III/4596, III/4601, III/45910)
- Luhy (křiž. I/11, peáž s I/11)
- Horní Benešov (křiž. I/11, II/442, III/45915, peáž s I/11)
- Leskovec nad Moravicí (křiž. II/452, III/45919)